# Guy Maddison
Guy Maddison (* 31. března 1965 Perth, Západní Austrálie ) je basový kytarista známý především pro jeho hudební počiny na poli punkové a grungeové hudby. V současné době hraje s americkou kapelou Mudhoney, kde od roku 2001 nahradil Matta Lukina.
Maddison pochází z australského Perthu, kde hrál s tamějšími rockovými kapelami. Po čase se přestěhoval do Sydney a poté do Seattlu, kde žije doposud.